# Fremont (film)
Fremont è un film del 2023 diretto da Babak Jalali.

## Trama
Donya è una rifugiata afghana che vive a Fremont, California, dopo aver lavorato come traduttrice per l'esercito degli Stati Uniti in Afghanistan. Vive negli Stati Uniti da soli otto mesi e sta lottando contro l'insonnia e la solitudine.
Trascorre la giornata nella vicina San Francisco lavorando in una fabbrica di biscotti della fortuna gestita da una coppia sposata, il gentile ed estroverso Ricky e sua moglie Lin, che sembra non amare Donya. Donya e la sua collega Joanna confezionano i biscotti mentre la loro collega più anziana, Fan, scrive le fortune.
Le uniche persone con cui Donya interagisce sono i suoi vicini, i colleghi e Aziz, che è il proprietario di un ristorante mediorientale locale. Uno dei suoi vicini, Salim, è anche lui un rifugiato afghano. Salim offre a Donya un caffè, che lei rifiuta perché sarebbe ancora più difficile per lei dormire se lo bevesse.
Salim, sapendo che Donya è in lista d'attesa per una seduta di psicoterapia, le dà il suo biglietto da visita dal terapeuta, così che possa andare lei al suo posto. Lei è delusa quando il terapeuta, il dottor Anthony, le spiega che non può prescriverle sonniferi finché non avrà partecipato a diverse sedute di terapia.
Al lavoro, dopo la morte inaspettata di Fan, Donya viene incaricata di scrivere le fortune per i biscotti. Sebbene sia inizialmente contenta dalla nuova opportunità, Donya inizia presto a fare fatica a trovare le fortune a causa della sua infelicità.
Mentre le sedute con la dottor Anthony proseguono, si scopre che la sua insonnia è dovuta in gran parte al senso di colpa da sopravvissuta per aver lasciato la sua famiglia e gli altri a Kabul. Spiega che era una delle tre traduttrici nella sua base e l'unica che è riuscita a uscire dall'Afghanistan. Uno dei traduttori era stato ucciso mentre aspettava che il suo visto venisse approvato e l'altro stava ancora aspettando che la sua documentazione venisse elaborata quando Donya se n'è andata. Il dottor Anthony suggerisce che i suoi genitori devono essere stati orgogliosi di lei per essere l'unica traduttrice donna, ma Donya spiega che invece era considerata una traditrice dalle persone del loro quartiere e la sua famiglia ha iniziato a ricevere minacce di morte.
Aziz si rende conto di quanto sia sola Donya e la incoraggia a iniziare a frequentare qualcuno. Inizialmente lei ci ride sopra, ma poi ammette a Salim che desidera ardentemente un partner romantico, ma ritiene che sarebbe ingiusto se incontrasse qualcuno che la rendesse felice, dato che molti soffrono ancora nella sua città natale. Salim è d'accordo con Aziz e le dice di smetterla di trattenersi per qualcosa che non può controllare.
Incoraggiata dalla loro conversazione, Donya scrive impulsivamente il suo numero di telefono su una delle fortune e lo mette in un biscotto. Viene quasi licenziata dopo che Lin scopre cosa ha fatto Donya, ma Ricky si rifiuta di licenziarla. Con sua sorpresa, Donya riceve in seguito un messaggio da qualcuno a Bakersfield che le dice di lavorare in una bottega di ceramiche. Le chiede di guidare fino a Bakersfield così possono incontrarsi. Sebbene inizialmente esitante, dopo averne parlato con Joanna diventa sempre più felice all'idea che qualcuno abbia risposto al suo messaggio. Le viene inviato un indirizzo e le viene chiesto di chiedere "del Cervo" quando arriverà.
Sulla strada per Bakersfield, Donya si ferma in un'officina dove incontra Daniel, il gentile meccanico che gestisce l'officina. Sebbene siano chiaramente attratti l'uno dall'altra, Donya rifiuta con riluttanza i suoi tentativi di stabilire una connessione più profonda, poiché è decisa a incontrare l'uomo di Bakersfield. Prima di andarsene, cerca di pagare la tazza di caffè che le ha dato, ma Daniel non accetta i suoi soldi e le dice che se mai dovesse tornare, il caffè sarà comunque gratuito per lei.
Una volta che Donya arriva al negozio di ceramiche di Bakersfield, rimane sorpresa quando l'impiegato le porge semplicemente una piccola statua di un cervo. Lin gli aveva dato il numero di Donya in modo che potesse prendere accordi affinché lei andasse a prendere la statua che Lin aveva ordinato per il suo ufficio.
Sulla via del ritorno a Fremont, Donya torna all'officina di Daniel. Gli dà la statuetta del cervo, che lui accetta felicemente, e lei accetta di prendere un'altra tazza di caffè con lui.

## Promozione
Il primo trailer del film è stato pubblicato il 2 agosto 2023.

## Distribuzione
Il film è stato presentato in anteprima mondiale il 20 gennaio 2023 in occasione del Sundance Film Festival ed è stato distribuito nelle sale statunitensi dal 25 agosto dello stesso anno.

## Accoglienza

### Incassi
Il film ha incassato 601594 $.

### Critica
Sul sito Rotten Tomatoes il 98% delle 86 recensioni è positivo, su Metacritic il voto medio è di 72/100.

## Riconoscimenti
- 2023 - Independent Spirit Awards[7]
  - Candidatura per il Premio John Cassavetes
  - Candidatura per la miglior performance rivelazione ad Anaita Wali Zada